# 彩虹除草劑
彩虹除草剂(英語：Rainbow Herbicides)是美军在越南战争期间在东亚使用的一系列化学除草剂的总称，包括绿剂、粉剂、紫剂、蓝剂、白剂以及最为知名的橙剂等。
随着AGILE计划于1961年在南越实验成功，并受英国于1950年代在马来亚紧急状态中使用除草剂和落叶剂的行为的启发，美军于1962年发动了除草行动“牧场之手行动”，使用彩虹除草剂来破坏目标区域的植被和农作物，以达到破坏目标区域生态环境、农作物生产和为敌方提供掩护的树木的目的。
在战争中大量彩虹除草剂的使用严重破坏了越南的耕地和生态系统，大约有480万人受到了彩虹除草剂的影响。

## 背景
二战期间，先后有四个来自英国和美国的小组秘密发现了2,4-二氯苯氧乙酸(2,4-D)。它被认为是有毒的，并在大量的水或油中溶解后可起到除草剂的作用。在二战中对2,4-D的研究的目的是提高战时的农作物产量。在1946年商业化销售之后，2,4-D迅速成为第一种成功的选择性除草剂并大大提高了种植小麦、玉米、稻以及其他谷类饲料作物农田中的杂草控制的效率。
在军队后来的的研究中发现，2,4-二氯苯氧乙酸和2,4,5-三氯苯氧乙酸(2,4,5-T)结合后可以产生更加有效的除草剂。人们还发现，2,4,5-T会被2,3,7,8-四氯双苯环二噁英(TCDD)污染。Alvin Lee Young发现在粉剂和绿剂的2,4,5-T样本中，TCDD的浓度是紫剂或橙剂的两倍。

## 种类
在东南亚使用的彩虹除草剂中，其代号、英语原名、有效成分以及使用年份如下表：
| 代号     | 英语原名                             | 有效成分                                                                                                  | 使用年份             |
| -------- | ------------------------------------ | --- | -------------------- |
| 绿剂     | Agent Green                          | 100% 2,4,5-涕酸丁酯(n-butyl ester 2,4,5-T)                                                                | 1963年前             |
| 粉剂     | Agent Pink                           | 100% 2,4,5-T [包括 60% 2,4,5-涕酸丁酯 和 40% 2,4,5-T-2-甲基丙酯(iso-butyl ester of 2,4,5-T)]              | 1964年前             |
| 紫剂     | Agent Purple                         | 50% 2,4,5-T [包括 30% 2,4,5-涕酸丁酯 和 20% 2,4,5-T-2-甲基丙酯] 和 50% 2,4-滴丁酯(n-butyl ester of 2,4-D) | 1961年-1965年        |
| 蓝剂     | Agent Blue (Phytar 560G)             | 65.6% 有机砷 [包括二甲砷酸(cacodylic acid)和其钠盐二甲砷酸钠(sodium cacodylate)] 的粉末状物或水溶液       | 1962-1971年          |
| 白剂     | Agent White (Tordon 101)             | 21.2% 2,4-D三异丙醇胺(triisopropanolamine salts of 2,4-D) 和 5.7% 毒莠定                                  | 1966年-1971年        |
| 橙剂     | Agent Orange / Herbicide Orange (HO) | 50% 2,4-滴丁酯 和 50% 2,4,5-涕酸丁酯                                                                      | 1965年-1970年        |
| 二型橙剂 | Agent Orange II                      | 50% 2,4-滴丁酯 和 50% 2,4,5-T-2-甲基丙酯                                                                  | 1968年后             |
| 三型橙剂 | Agent Orange III                     | 66.6% 2,4-滴丁酯 和 33.3% 2,4,5-涕酸丁酯                                                                  | 不明或未在实战中使用 |

## 使用
在早期的大规模除草行动(1962-1964)中，美军在越南喷洒了8,208加仑的绿剂，122,792加仑的粉剂，以及145,000加仑的紫剂。但这些数量在美军自1965年至1970年间使用的橙剂的数量（两种型号总计约11,712,860加仑）相比显得相形见绌。
白剂自1966年开始取代橙剂，并至战争结束共使用了5,239,853加仑至1970年间使用的橙剂的数量（两种型号总计约11,712,860加仑）相比显得相形见绌。
蓝剂是唯一被大规模使用的反农作物除草剂，共使用了2,166,656加仑。
一篇2003年发布在《自然》的研究表明美军对于彩虹除草剂总使用量的汇报比实际低了2,493,792美制加仑。

## 影响
在所有被喷洒了彩虹除草剂的区域中，胡志明小道及周围区域是被喷洒了最多除草剂的地区。这些彩虹除草剂严重破坏了越南的自然生态系统和耕地，造成当地食物链中积聚了大量的二噁英，超过四百八十万人受到影响。

### 对生态环境的影响
越南至今仍受到类二噁英化合物等持久性有机污染物的严重污染。这些污染源残留在地下水中，并在当地的动物体内积聚。尽管如此，彩虹除草剂对越南环境的污染也有了转好的迹象。自越南战争以来，越南丛林的树冠以有所恢复。
但这并不代表着越南的二噁英污染问题可以在近期或短期内被根治，在不少区域的土壤中二噁英的浓度依然超标。依照越南政府于2021年签署的决定，越南将在2030年将因二噁英污染而造成人体伤害的风险降至零，并确保不会增加任何受害者。

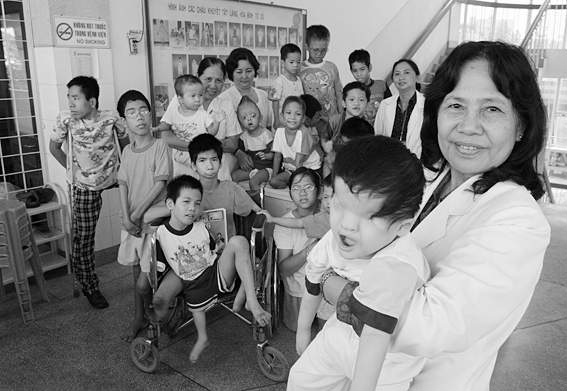
阮氏妇产科医院的Nguyen Thi Ngoc Phuong教授与一群残疾儿童合影，他们大多是橙剂的受害者。.

### 对人体的影响
研究已经表明彩虹除草剂和其他类二噁英化合物是内分泌干扰素，可能对接触者的子女仍然造成影响。
有证据表明，即使在接触者接触类二噁英化合物的多年后，这些化合物仍然会影响接触者的健康，造成长期的健康问题，并影响接触者的生长、发育和生殖能力。在越南，已经有数千起因为接触彩虹除草剂所造成的健康问题和先天性缺陷的记录。